# Uncharted: The Nathan Drake Collection
Uncharted: The Nathan Drake Collection es una colección remasterizada de los juegos creados por el estudio de desarrollo norteamericano Naughty Dog, Uncharted: El tesoro de Drake, Uncharted 2: El reino de los ladrones y Uncharted 3: La traición de Drake. El juego, en su lanzamiento, incluía un código para la beta multijugador de Uncharted 4: El desenlace del ladrón, juego que llegó en exclusiva a PlayStation 4 el 10 de mayo de 2016. La beta estuvo disponible para los usuarios del 4 al 13 de diciembre de 2015.
La trilogía remasterizada fue adaptada por Bluepoint Games y se lanzó exclusivamente para PlayStation 4 el 7 de octubre de 2015. También se lanzó un pack que incluía la consola PlayStation 4 con el juego. Las críticas del juego fueron muy positivas, la gran mayoría de ellas alabando las mejoras técnicas implementadas en los tres juegos originales.

## Mejoras de esta versión
En cuanto a las mejoras que ofrece esta versión revisada de los juegos de Naughty Dog que originalmente se lanzaron en exclusiva para PlayStation 3, podemos citar:

### Técnicas
- Juegos en 1080p a 60 FPS.
- Eliminación del screen tearing o las diferencias en la sincronización de las imágenes.
- Mejoras en la iluminación de los escenarios.
- Mejoras en el modelado de los personajes y su sombreado.
- Mejoras en los efectos de partículas.
- Se añadió el Motion Blur, que consiste en el desenfoque en movimiento para dar apariencia de rapidez y fluidez.

### Jugabilidad
- Las granadas de Uncharted 2 y Uncharted 3 en Uncharted: están en el juego del 1

- Sensaciones más realistas en el uso de armas.
- Se añadió un nuevo modo de dificultad desde el comienzo (Dificultad Brutal).

### Otras novedades
- 3 nuevos modos de juego:
  - Dificultad brutal: Un nivel desbloqueable de dificultad extrema.
  - Speed Run: Contrarreloj del tiempo del jugador contra otros jugadores.
  - Modo exploración: Nivel de dificultad reducido para poder completar el juego sin problemas.
- Modo foto.
- Inclusión de nuevos trofeos y ajustes en los ya existentes.
- Renders desbloqueables y 80 personalizaciones adicionales desbloqueables.
- Banda sonora remasterizada en 7.1.
- Reducción del tamaño total respecto a los originales, la colección pesa alrededor de 40GB, en cambio la primera y la segunda entrega pesan alrededor de 20GB cada una, la tercera entrega pesa alrededor de 40GB.

## Trama
Nathan Drake es un cazatesoros que viaja por diferentes localizaciones ambientadas en la actualidad y se ve envuelto en misteriosas aventuras relacionadas con las reliquias y tesoros que busca.

## Desarrollo
Esta remasterización comprende los modos de campaña para un jugador de los tres juegos que forman la saga. Además incluía el acceso exclusivo a una beta multijugador de Uncharted 4: El desenlace del ladrón, que estuvo disponible entre el 4 y el 13 de diciembre de 2015.

## Personajes y actores de voz
| Personaje         | Juego                         | Juego                                                         | Juego                             |
| Personaje         | Uncharted: El tesoro de Drake | Uncharted 2: El reino de los ladrones                         | Uncharted 3: La traición de Drake |
| ----------------- | ----------------------------- | ------------------------------------------------------------- | --------------------------------- |
| Nathan Drake      | Nolan North                   | Nolan North                                                   | Nolan North                       |
| Elena Fisher      | Emily Rose                    | Emily Rose                                                    | Emily Rose                        |
| Victor Sullivan   | Richard McGonagle             | Richard McGonagle                                             | Richard McGonagle                 |
| Atoq Navarro      | Robin Atkin Downes            |                                                               |                                   |
| Gabriel Roman     | Simon Templeman               |                                                               |                                   |
| Eddy Raja         | James Sie                     |                                                               |                                   |
| Chloe Frazer      |                               | Claudia Black                                                 | Claudia Black                     |
| Karl Schäfer      |                               | René Auberjonois                                              |                                   |
| Harry Flynn       |                               | Steve Valentine                                               |                                   |
| Tenzin            |                               | Pema Dhondup (voz) Robin Atkin Downes (captura de movimiento) |                                   |
| Zoran Lazarevic   |                               | Graham McTavish                                               |                                   |
| Teniente Draza    |                               | Michael Benyaer                                               |                                   |
| Jeff              |                               | Gregory Myhre                                                 |                                   |
| Katherine Marlowe |                               |                                                               | Rosalind Ayres                    |
| Charlie Cutter    |                               |                                                               | Graham McTavish                   |
| Talbot            |                               |                                                               | Robin Atkin Downes                |
| Salim             |                               |                                                               | TJ Ramini                         |
| Ramsés            |                               |                                                               | Sayed Badreya                     |